# Чуево-Подгорное
Чу́ево-Подго́рное —  деревня в Уваровском районе Тамбовской области России. Входит в состав Подгорненского сельсовета.

## География
Деревня находится вблизи автомобильной трассы Тамбов — Пенза, на расстоянии 6 км от южной границы города Уварово, административного центра района.  

## Население
| 2010 |
| ---- |
| 450  |

### Национальный состав
Согласно результатам переписи 2002 года, в национальной структуре населения русские составляли 98 %.

## Известные уроженцы
- Болдырев, Александр Иванович (1923—1999) — советский военный деятель, полковник, Герой Советского Союза.